# Ragnhild Hector-Olsson
Ragnhild Eyvor Hector-Olsson, född 27 mars 1902 i Malmö, död 4 augusti 1991 i Enskede församling i Stockholm, var en svensk målare.
Hon var dotter till lektorn David Hector och Eyvor Dorch, syster till trollkonstnären Hector El Neco, och från 1921 gift med lektorn Hugo Olsson. Hon studerade vid Konstgillets målarskola i Borås 1941–1944 och för Edvin Ollers 1945 samt vid Edward Berggrens målarskola i Stockholm 1947–1949 och under studieresor till Frankrike. Hon medverkade i samlingsutställningar i Borås och Stockholm. Hennes konst består av stilleben, porträtt och impressionistiska landskapsmålningar med motiv från Stockholmstrakten i olja. Hector-Olsson är begravd på Östra kyrkogården i Malmö.